# Isla de Arriarán
Isla de Arriarán es una revista cultural y científica española editada por la asociación cultural homónima. Fue fundada con el objetivo de servir como vehículo de difusión de investigadores con difícil acceso a otras publicaciones. El primer número se editó en junio de 1993, alque siguieron nuevos números con periodicidad semestral. Tanto la asociación como la revista tienen su sede en Málaga, siendo el ámbito de esta ciudad y de su provincia el área de interés principal del contenido de la revista, aunque no el único.